# Robert Gustafsson (ishockeyspelare)
Robert Gustafsson, född 5 juni 1978 i Upplands Väsby, är en svensk före detta professionell ishockeyspelare (back) som bland annat har spelat för Arlanda HC och  Hammarby IF i sin karriär.